# Begonia chaetocarpa
Begonia chaetocarpa là một loài thực vật có hoa trong họ Thu hải đường. Loài này được Kuntze mô tả khoa học đầu tiên năm 1898.